# 福岡県道95号添田赤池線
福岡県道95号添田赤池線（ふくおかけんどう95ごう そえだあかいけせん）は、福岡県田川郡添田町から田川郡福智町に至る県道（主要地方道）である。路線名の赤池は合併により現在福智町となっている。

## 概要
田川郡添田町大字添田から田川郡福智町上野に至る。
田川郡川崎町池尻地区から片側1車線の道路が整備されており、文字通り添田町までの道路は整備されている。しかし、田川郡糸田町の一部と田川郡福智町赤池地区、市場地区に未開通区間があり、全線走破することは出来ない。
後藤寺本町交差点 - 見立入口交差点間は、かつては国道201号に指定されていたが、田川バイパスの整備によって県道へ降格となり現在に至っている。

### 路線データ
- 起点：福岡県田川郡添田町大字添田（添田郵便局前交差点、福岡県道34号行橋添田線終点、福岡県道52号八女香春線交点）
- 終点：福岡県田川郡福智町上野（中谷交差点、福岡県道22号田川直方線バイパス交点）

## 歴史
- 1993年（平成5年）5月11日 - 建設省から、一般県道糸田金田赤池線・一般県道後藤寺停車場線の一部・一般県道田川川崎線・一般県道川崎添田線が添田赤池線として主要地方道に指定される[2]。
- 1994年（平成6年）4月1日 - 福岡県が路線認定。

## 路線状況

### 重複区間
- 国道322号（田川郡川崎町大字池尻・三ヶ瀬交差点 - 田川市本町・後藤寺本町交差点）

### 道路施設

#### 橋梁
- 佐屋の橋（中元寺橋、田川郡川崎町）
- 新中村橋（中元寺橋、田川郡川崎町）
- 春日端（中元寺橋、田川市）
- 鹿場橋（泌川、田川市）
- 大浦橋（彦山川、田川郡福智町）

#### トンネル
- 真木隧道：延長71 m、2001年（平成13年）竣工、田川郡添田町

## 地理

### 通過する自治体
- 田川郡添田町
- 田川郡川崎町
- 田川市
- 田川郡糸田町
- 田川郡福智町

### 交差する道路
| 交差する道路                                       | 市町村名 | 市町村名 | 交差する場所 | 交差する場所              |
| -------------------------------------------------- | -------- | -------- | ------------ | ------------------------- |
| 福岡県道34号行橋添田線 福岡県道52号八女香春線      | 田川郡   | 添田町   | 大字添田     | 添田郵便局前交差点 / 起点 |
| 福岡県道452号中元寺庄線                            | 田川郡   | 添田町   | 大字庄       |                           |
| 福岡県道453号庄伊田線                              | 田川郡   | 添田町   | 大字庄       |                           |
| 福岡県道423号川崎猪国線                            | 田川郡   | 川崎町   | 大字川崎     | 西本町交差点              |
| 福岡県道67号田川桑野線                             | 田川郡   | 川崎町   | 大字田原     |                           |
| 国道322号 / バイパス                               | 田川郡   | 川崎町   | 大字田原     | 田原交差点                |
| 国道322号 重複区間起点                             | 田川郡   | 川崎町   | 大字池尻     | 三ヶ瀬交差点              |
| 福岡県道454号今任原奈良線                          | 田川市   | 田川市   | 上本町       | 上本町交差点              |
| 国道322号 重複区間終点 福岡県道432号後藤寺停車場線 | 田川市   | 田川市   | 本町         | 後藤寺本町交差点          |
| 福岡県道458号位登糸田線                            | 田川市   | 田川市   | 大字弓削田   | 弓削田交差点              |
| 国道201号 / 飯塚庄内田川バイパス・田川バイパス     | 田川市   | 田川市   | 大字弓削田   | 見立入口交差点            |
| 未供用区間                                         |          |          |              |                           |
| 福岡県道62号北九州小竹線                           | 田川郡   | 福智町   | 赤池         |                           |
| 未供用区間                                         |          |          |              |                           |
| 福岡県道22号田川直方線 / 市街地側                  | 田川郡   | 福智町   | 上野         | 大浦橋西交差点            |
| 福岡県道419号夏吉直方線                            | 田川郡   | 福智町   | 上野         | 大浦橋東交差点            |
| 福岡県道22号田川直方線 / 田川直方バイパス          | 田川郡   | 福智町   | 上野         | 中谷交差点 / 終点         |

### 交差する鉄道
- 日田彦山線
- 後藤寺線

### 沿線
- JR九州日田彦山線
  - 西添田駅 - 豊前川崎駅 - 池尻駅
- 添田町役場
- 添田町立真木小学校
- 川崎町役場
- 川崎町立川崎小学校
- 見立病院
- 川崎町立池尻小学校
- 福岡県立西田川高等学校
- 田川市立後藤寺小学校
- 田川市立田川西中学校
- JR九州後藤寺線・日田彦山線・平成筑豊鉄道伊田線 田川後藤寺駅
- 手打ちうどん　ちえ福
- 西鉄バス筑豊田川支社
- 古谷第二工業団地
- B&G海洋センター
- 藤食糧
- ふるさと交流館日王の湯
- ワークランド田川
- フクチファインドフィールド（FFF）
- 下田川塵芥清掃センター
- 赤池工業団地
- 木村産業(残土処理・土捨て場)
- 平成筑豊鉄道伊田線 市場駅